# Mirosław Rybaczewski
Mirosław Rybaczewski (Varsóvia, 8 de julho de 1952) é um ex-jogador de voleibol da Polônia que competiu nos Jogos Olímpicos de 1976.
Em 1976, ele fez parte da equipe polonesa que conquistou a medalha de ouro no torneio olímpico, no qual jogou em todas as seis partidas.